# Engelbert I. (Ziegenhain)
Engelbert I. von Ziegenhain (* vor 1270; † 1329) aus dem Geschlecht der Grafen von Ziegenhain war spätestens ab 1294 und bis zu seinem Tod Graf von Ziegenhain und Nidda zu Nidda.

## Herkunft
Engelbert war der ältere von zwei dokumentarisch überlieferten Söhnen des Grafen Ludwig II. von Ziegenhain und Nidda zu Nidda und dessen Frau Sophie von der Mark. Sein jüngerer Bruder Gottfried († wohl 1313) wurde Domherr in Mainz. Das Todesjahr seines Vaters Ludwig ist unbekannt: 1290 lebte er noch, aber 1294 ist seine Frau Sophie als Witwe bezeugt. Daher ist auch der Beginn von Engelberts Amtsantritt als Graf von Nidda nicht zweifelsfrei belegt.

## Graf von Nidda
Engelbert I. nannte sich „Graf von Ziegenhain, Herr zu Nidda“. Eine seiner ersten Amtshandlungen, und wohl die erste beurkundete, betraf die Stadt, die Burg und das Amt Neustadt, im Gebiet der Grafschaft Ziegenhain gelegen, aber bei der Teilung von 1258 zur Grafschaft Nidda geschlagen. In Neustadt hatte Engelberts Vater um 1270 als Bundesgenosse des Erzbischofs von Mainz und in offenkundiger Feindseligkeit gegen das landgräflich-hessische Marburg eine Burg erbaut, die prompt nur drei Jahre später von Landgraf Heinrich I. von Hessen wieder zerstört worden war. Um sich aus dieser Zwickmühle zu befreien, verkaufte er Burg, Stadt und Amt Neustadt mit allen Dörfern und allem Zubehör, einschließlich der Nellenburg, am 10. März 1294 für 2.200 Mark kölnische Pfennige an Erzbischof Gerhard II. von Mainz. Für die Grafschaft Nidda bedeutete dieser Verkauf das Abstoßen von entfernt gelegenem Streubesitz, Entsorgung eines politischen Problems und eine willkommene Bereicherung der Staatskasse. Für die Grafschaft Ziegenhain war dies jedoch ein schwerer Schaden: er trieb einen Keil zwischen die Ziegenhainer Stammlande an der Schwalm und das Gebiet an der Wohra mit dem Amt Rauschenberg.
Das gute Verhältnis zwischen der Grafenfamilie und den Johannitern in Nidda verkehrte sich während Engelberts Regierungszeit in sein Gegenteil. Im Jahre 1300 brach zwischen Engelbert und den Johannitern Streit aus um Güter in Widdersheim, Reinhausen und Salzhausen. Obwohl schon im November 1300 Schiedsrichter zur Schlichtung berufen wurden, zog sich der Streit noch 15 Jahre lang hin. 1314/15 eskalierte er sogar in kriegerische Auseinandersetzungen, bei denen Salzhausen verwüstet und teilweise niedergebrannt wurde. Erst im Februar 1315 wurde eine Einigung erzielt.

## Ehe und Nachfolge
Engelbert heiratete 1286 Heilwig, die älteste Tochter Ludwigs I. von Isenburg-Büdingen († 1304) und dessen Frau Heilwig, Tochter Gerlachs II. von Büdingen. Der Ehe entstammte die Tochter Lukardis (Luitgard), das einzige Kind der beiden.
Engelbert starb wahrscheinlich am 6. September 1329 oder kurz davor. Bereits im Jahre 1300 hatte er von König Albrecht I. die Zusicherung erhalten, dass beim Ausbleiben von Söhnen seine Lehen auf seine Tochter oder Töchter übergehen sollten. Lukardis hatte schon im Jahre 1311 Johann I. von Ziegenhain († 1359) geheiratet, Sohn Gottfrieds VI. und seit 1304 Graf von Ziegenhain. Nach Engelberts Tod regierte Lukardis die Grafschaft Nidda nominell bis zu ihrem Tod im Jahre 1333. Dann vereinigte ihr Ehemann Johann I. die beiden Grafschaften Ziegenhain und Nidda, die 1258 getrennt worden waren, wieder in einer Hand.
Engelberts Witwe Heilwig vermachte 1336 ihre Wittumsgüter ihrem Enkel Gottfried VII. von Ziegenhain. Danach ist sie nicht mehr bekundet.